# Łaskarzew (gmina)
Pour les articles homonymes, voir Łaskarzew (homonymie).
Łaskarzew est une gmina rurale du powiat de Garwolin, dans la Voïvodie de Mazovie, dans le centre-est de la Pologne.
Son siège administratif est la ville de Łaskarzew, bien qu'elle ne fasse pas partie du territoire de la gmina, qui se trouve à environ 15 kilomètres de Garwolin (siège de la powiat) et 63 kilomètres de Varsovie (capitale de la Pologne).
La gmina couvre une superficie de 87,53 km2 pour une population de 5 541 habitants en 2006.

## Histoire
De 1975 à 1998, la gmina est attachée administrativement à la voïvodie de Siedlce. Depuis 1999, elle fait partie de la voïvodie de Mazovie.

## Géographie
La gmina inclut les villages et localités suivantes :
- Aleksandrów
- Budel
- Budy Krępskie
- Celinów
- Dąbrowa
- Dąbrowa-Kolonia
- Grabina
- Izdebno
- Izdebno-Kolonia
- Kacprówek
- Krzywda
- Ksawerynów
- Leokadia
- Lewików
- Lipniki
- Melanów
- Nowy Helenów
- Nowy Pilczyn
- Polesie Rowskie
- Rowy
- Sośninka
- Stary Helenów
- Stary Pilczyn
- Uścieniec
- Wanaty
- Wola Łaskarzewska
- Wola Rowska
- Zygmunty

### Gminy voisines
La gmina de Łaskarzew borde la ville de Łaskarzew et est voisine des gminy suivantes :
- Garwolin
- Górzno
- Maciejowice
- Sobolew
- Wilga

## Structure du terrain
D'après les données de 2002, la superficie de la commune de Łaskarzew est de 87,53 km², répartis comme tel :
- terres agricoles : 61 %
- forêts : 32 %

La commune représente 6,82 % de la superficie du powiat.

## Démographie
Données du 30 juin 2004 :
| description        | Total  | Total | Femmes | Femmes | Hommes | Hommes |
| ------------------ | ------ | ----- | ------ | ------ | ------ | ------ |
| Unité              | Nombre | %     | Nombre | %      | Nombre | %      |
| population         | 5 536  | 100   | 2 758  | 49,8   | 2 778  | 50,2   |
| Densité (hab./km²) | 63,2   | 63,2  | 31,5   | 31,5   | 31,7   | 31,7   |